# Andrzej (technika jądrowa)
Andrzej – akcelerator liniowy protonów polskiej konstrukcji. Nazwa nadana dla uczczenia pamięci profesora Andrzeja Sołtana – inicjatora jego budowy. Po raz pierwszy uruchomiony 15 stycznia 1970 roku. Służył do badania poziomów energetycznych i reakcji jądrowych. Maksymalna energia wiązki wynosiła 10 MeV.